# 1956-os Széna téri harcok
A Széna téri harcok sorozata az 1956-os forradalom egyik jelentős összecsapása volt, amelynek során a magyar felkelők a kommunista államhatalom és a szovjet hadsereg ellen harcoltak. Budapest budai oldalán a legerősebb ellenállási gócpont a stratégiai elhelyezkedésű Széna téren alakult ki, ahol a forradalmárok Szabó János vezetésével barikádokat emeltek. A legismertebb Széna téri felkelők a parancsnok Szabó mellett Mansfeld Péter és Ekrem Kemál voltak. A legsúlyosabb tűzharc november 4-én zajlott le, amikor a szovjet páncélosok legyőzték a védekező szabadságharcosokat. A megtorlás során 14 Széna térit ítéltek halálra.

## A felkelőcsoport megalakulása

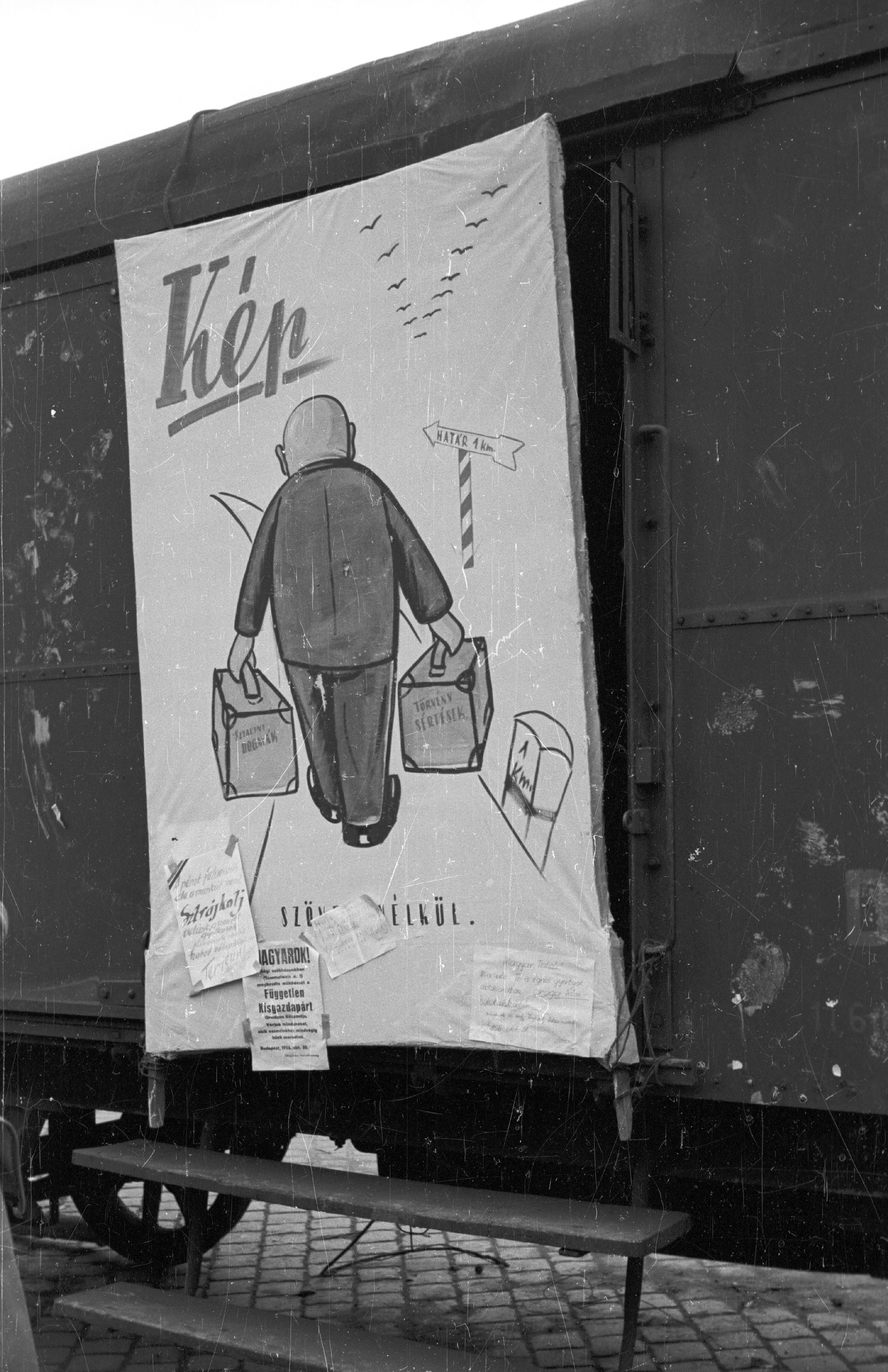
Vagonra ragasztott karikatúra a távozó kommunistákról a Széna téren

A Széna téri felkelőcsoport 1956. október 23-án este jött létre, első tagjai munkások, segédmunkások és ipari tanulók voltak. A gyorsan növekvő létszámú csoport 25-én szerzett fegyvereket, majd első parancsnokuk, egy ismeretlen nevű 24 éves egyetemista vezetésével megszerezték az irányítást a környéken és elkezdték a barikádok építését. Központjukat az építés alatt álló M2-es metróhoz tartozó munkásszállóban alakították ki. Október 26-án csatlakozott hozzájuk Szabó János és Ekrem Kemál is. Hamarosan Szabó lett az új parancsnok.

## Az első összecsapások
Októberben a legsúlyosabb harcok elkerülték a Széna teret, de kisebb összecsapások történtek. Az első tűzharc október 27-én tört ki, amikor a forradalmárok visszaverték az ÁVH egy támadását, megölve egy államvédelmist. A szorványos összecsapások folytatódtak a következő napokban, a szovjet páncélkocsik és tankok időnként géppuskával lőtték azokat a házakat, ahol felkelőkre számítottak. A fegyveres civileknek kézigránátokkal sikerült mozgásképtelenné tenni egy páncélkocsit a téren, a jármű szovjet legénysége ekkor a Széna tér és a Retek utca sarkán álló épületbe menekült, ahonnan később társaik sikeresen kimentették őket, miután a forradalmárok nem kockáztatták meg a ház ostromát.

## Tűzszünet

### Tárgyalások

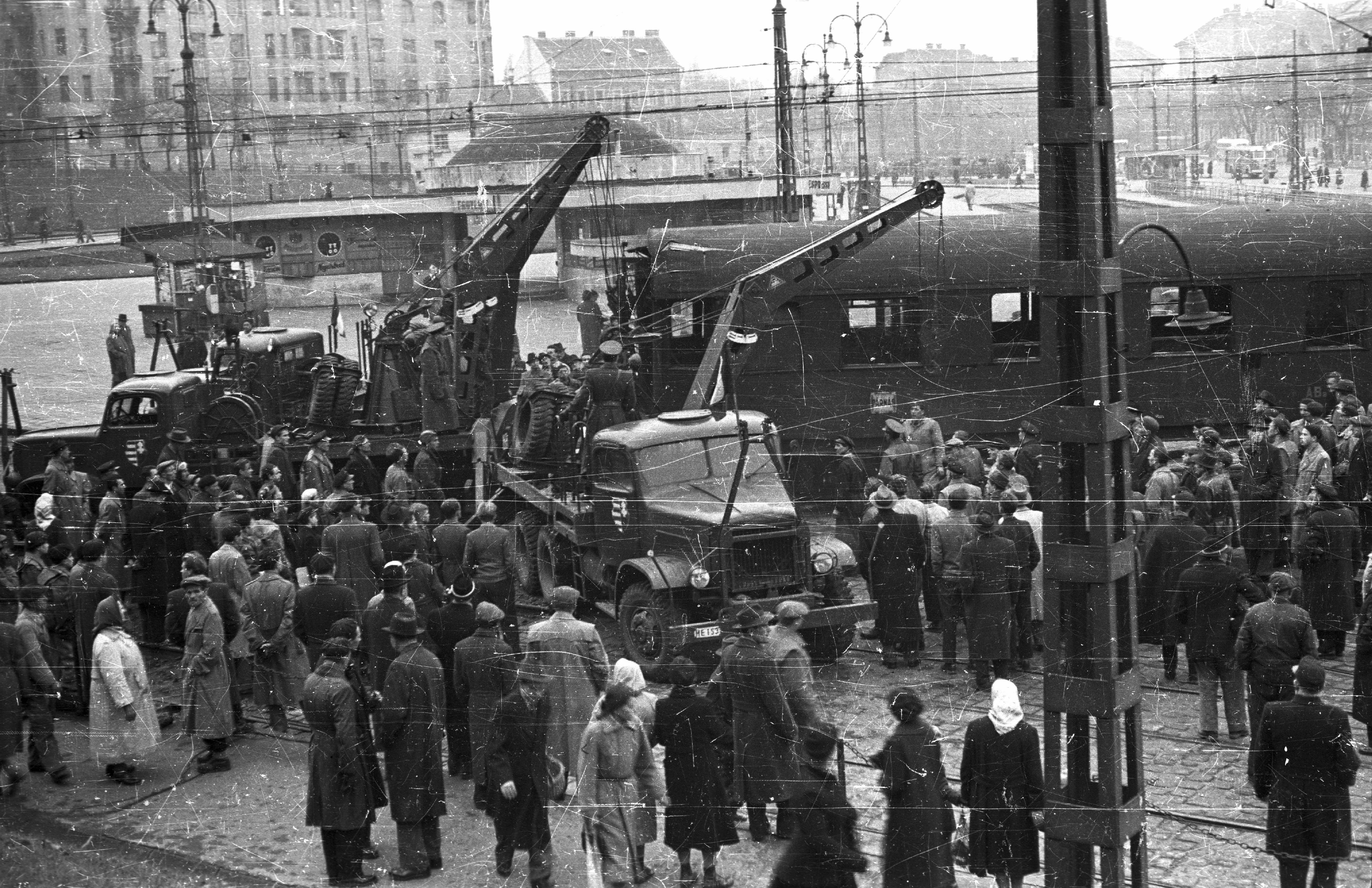
Forradalmi tömeg a Moszkva téren

A forradalom első napjait követően a kormányzat felismerte a helyzet komolyságát és igyekezett tárgyalásos úton lefegyverezni a szabadságharcosokat. A hadsereg részéről Kővágó Sándor alezredes, a Bem laktanya parancsnoka igyekezett személyesen meggyőzni a felkelőket az ellenállás értelmetlenségéről, de ők az ÁVH feloszlatásához és a szovjet csapatok távozásához kötötték a fegyverletételt. A tárgyalások második fordulóján Deák Ferenc őrnagy képviselte a kormányt, azonban miután a Széna tériek kitartottak az ellenállás mellett, október 28-án a magyar hadsereg 110 katonája és 20 rendőr körbevette a parancsnokságként szolgáló munkásszállót. Szabó János nem vállalta a harcot a páncélosokkal is megerősített alakulat ellen és a felkelők szétszéledtek, sokan hazamentek vagy a Budai-hegységbe szöktek és elrejtették a fegyvereiket.
Nagy Imre tűzszüneti felhívása radikális fordulatot hozott, a szovjet csapatok ideiglenesen elvonultak és megszűnt az ellenségeskedés a magyar szabadságharcosok és a katonák között. Az újabb tárgyalássorozat folyamán Ekrem Kemál alparancsnok képviselte a felkelőket és aláírta a 8 pontból álló „Tüzet Szüntess Egyezményt”, amelynek értelmében a Széna tériek visszakapták a bázisukat és közös járőrözést folytattak a katonasággal együtt. A forradalmárok saját igazolványt is kaptak, amelyen az „XY. a Széna téri Szabadságharcos Fegyveres Csoport tagja” felirat állt.

### A tűzszünet idején

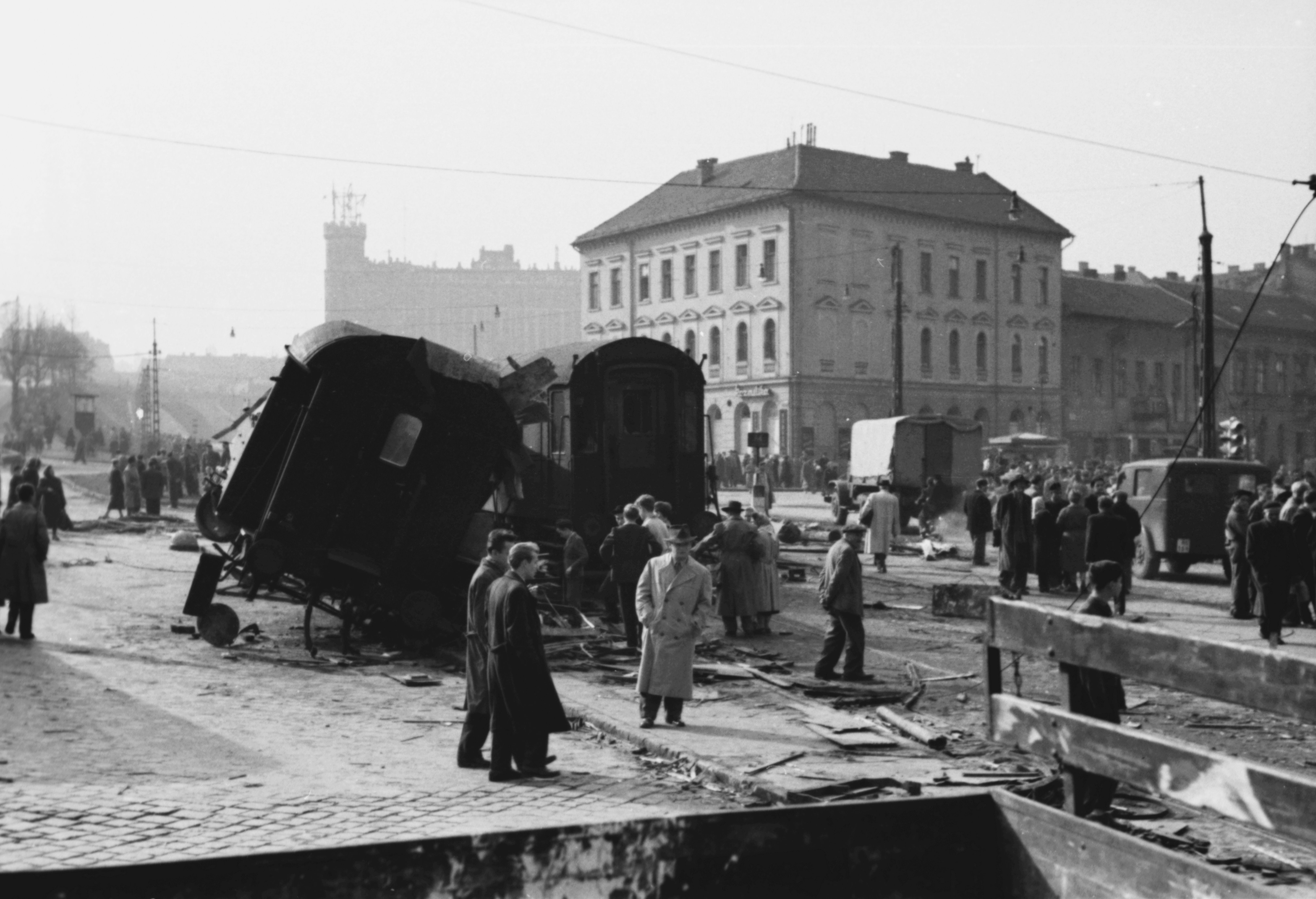
A Széna tér

A tűzszünet idején a Széna téri ellenállókhoz csatlakozó civilek száma rohamosan növekedett. A forradalmi tömeg számos prominens kommunista tisztviselőt és ÁVÓ-s rendőrt fogott el. Október 30-án a tüntetők megtámadták a II.kerületi pártházat és könyveket, képeket és zászlókat gyújtottak fel, a rongálást végül a helyszínre érkező Szabó János állította meg. Széna téri fogságba esett a határőrség országos parancsnoka és politikai csoportfőnöke is, őket is a felkelő parancsnokok mentették meg a lincseléstől. Ugyanezen a napon 30 ÁVH-st is letartóztattak. A Kormányőrség Maros utcai laktanyáját több alkalommal is megtámadták a forradalmárok, az államvédelmisek 26-án még két tank segítségével visszaverték őket, de 30-án végül megadták magukat, ekkor 90-120 kormányőr esett fogságba. A tűzszünet időszakában a Széna tériek az ellenőrzésük alatt álló területen összegyűjtötték a Rákosi-rendszer fő bűnöseinek tartott személyeket, azzal a céllal, hogy később bíróság elé állítsák őket. Olyan magasrangú politikusokat is elfogtak, mint Marosán György és Nagy Dániel, ezenkívül Farkas Mihály feleségét is ők vették őrizetbe.
A Széna téri ellenálló gócpontot elkezdték átszervezni katonai mintára, és szavazással megerősítették Szabó János főparancsnoki pozícióját. Működésbe lépett a Nemzeti Bizottmány, amely az ország forradalmi csoportjait fogta össze és a közigazgatást helyettesítette. A szervezetben képviseltették magukat a Széna téri felkelők is.

## Szovjet támadás

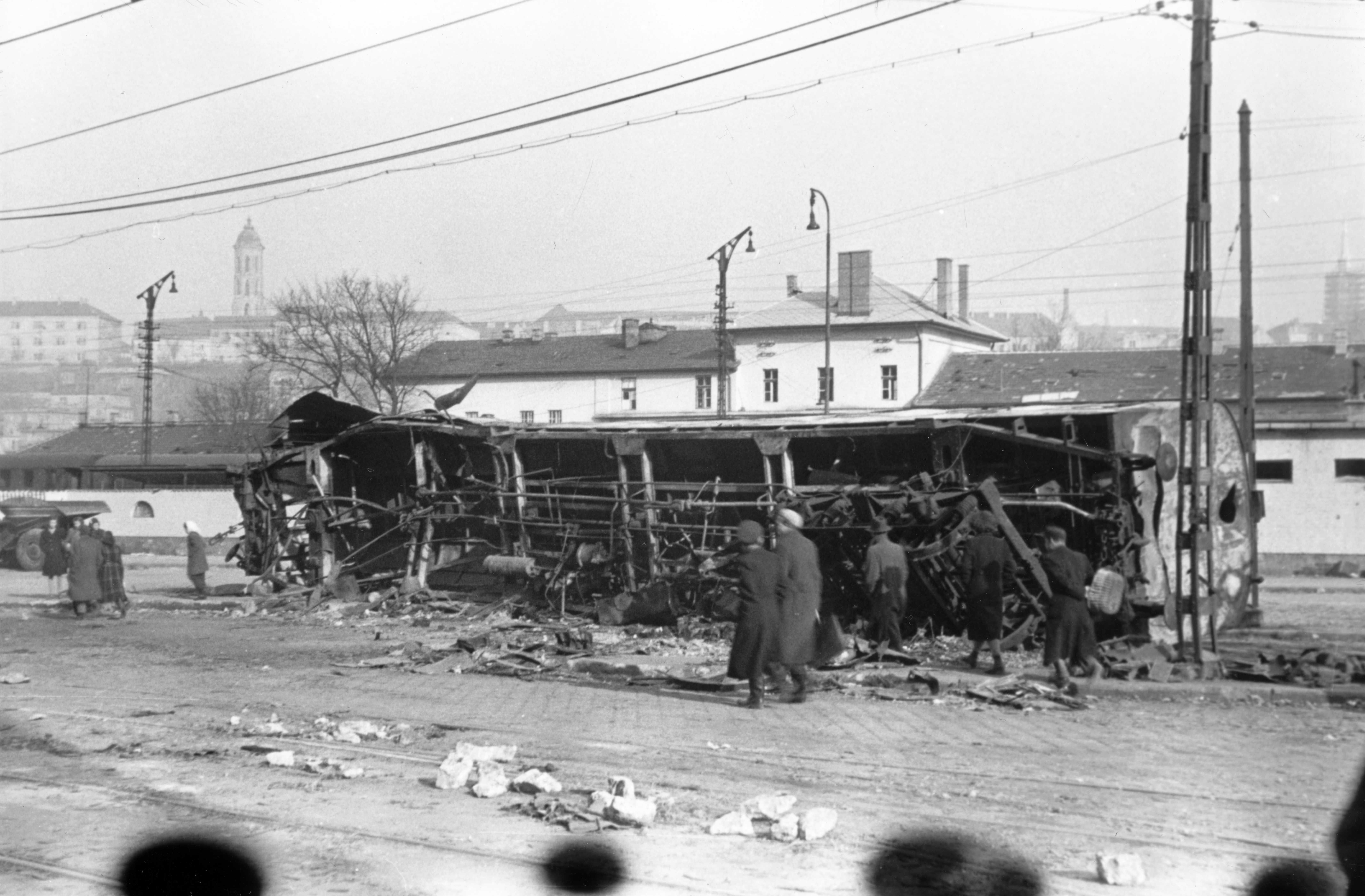
Törmelék az Alkotás utcában a Déli pályaudvarnál zajló harcok után

November 4-én megkezdődött a szovjet intervenció, így a fegyveres civilek és a magyar hadsereg  a Széna tér körzetében ismét a Nyikolaj A. Gorbunov által vezetett 128. lövész-gárdahadosztállyal nézett szembe. A forradalmárok hívták a II.kerületi rendőrséget, hogy segítsen a harcban. A rendőrök elutasították a hívást, de fegyvereiket átadták a szabadságharcosoknak. A magyar hadsereg részéről Görgényi Dániel vezérőrnagy fegyverletételre utasította Szabó Jánost, aki ezt kategorikusan visszautasította. Nagy Imre harcra buzdító felhívására válaszolva Szabó összegyűjtötte a forradalmárokat és beszédet mondott, amelyben mindenkit felszólított, hogy utolsó csepp véréig harcoljon a megszállók ellen. A támadás napján több száz civil jelentkezett önkéntes harcosnak és a Maros utcai központban tartózkodó mintegy 200 felkelő is átvonult a Széna térre. Erősítésképpen megérkezett a pesthidegkúti forradalmárok egy csoportja is Köteles Lajos vezetésével.
A szovjet páncélosok Kelenföld irányából nyomultak előre a Moszkva tér felé. Először a Déli pályaudvarnál ütköztek ellenállásba, itt a szabadságharcosok nem tudtak kárt tenni a páncélozott járművekben, de 5 szovjet katona kiszállt a tankjából és őket megölték a forradalmárok. Az Alkotás utcánál a szovjet hadoszlop generátoros autóját sikerült felgyújtani Molotov-koktélokkal. A kommunista parancsnokság végig értesült a szabadságharcosok terveiről egy forradalmárok közé beépült kémnek, Antal Ferencnek köszönhetően.   

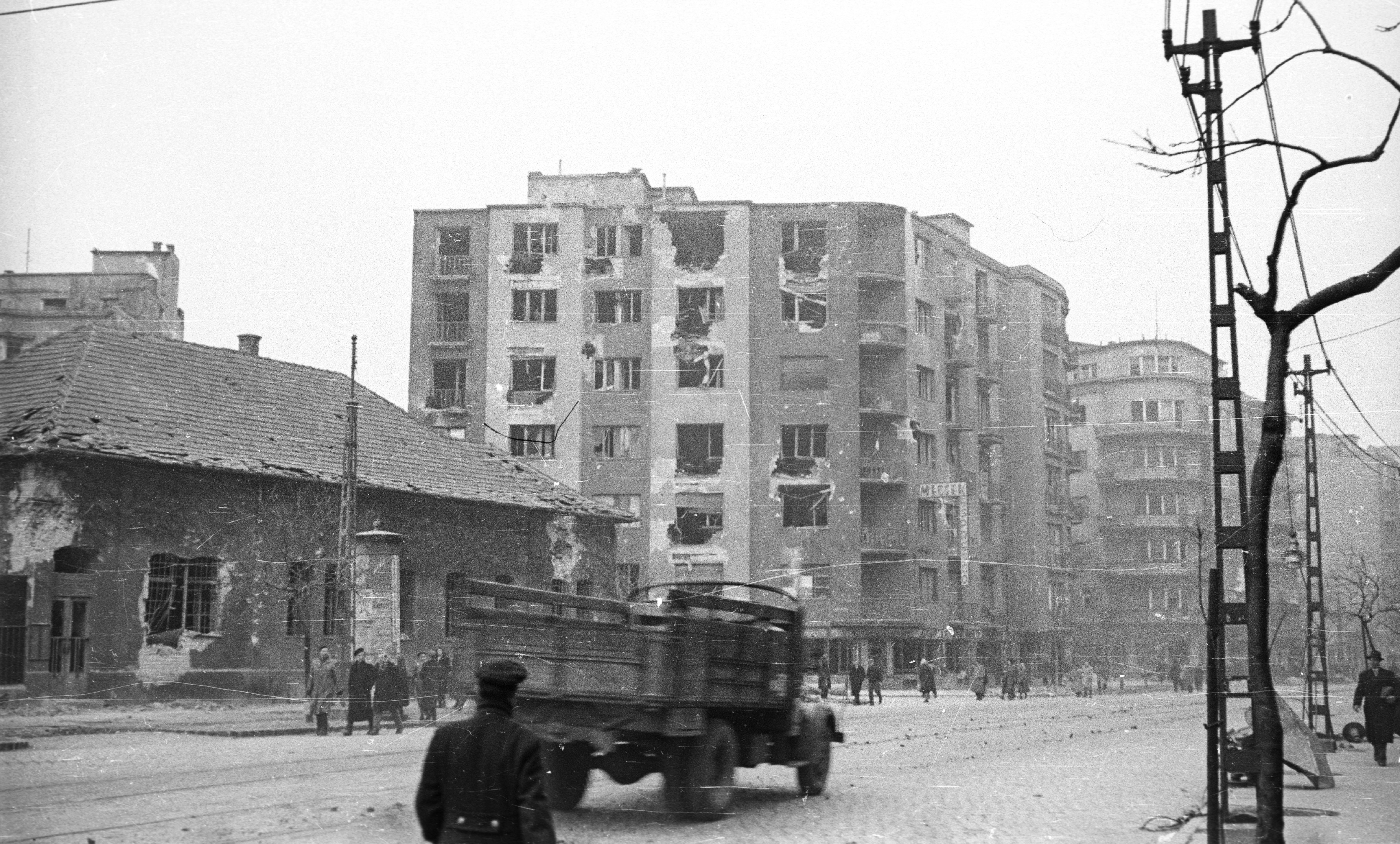
Szétlőtt házak a Mártírok útján (ma Margit körút)

A kezdeti összecsapások után a szovjetek a délutáni órákban elérték a megerősített Széna teret. A védők a metróépítkezés tornyában géppuskaállást alakítottak ki és lőállásokban helyezkedtek el a Mártírok útja (ma Margit körút) bérházainak tetején, Ekrem Kemál csapata pedig az Ostrom utcában védekezett. Amikor megérkezett a támadó hadoszlop, kitört a tűzharc, a felkelők nem tudtak kárt tenni a tankokban, de a kísérő motorkerékpárokat kilőtték. A szovjet tankok válaszul géppuskáikkal és fő lövegükkel lőtték a házakat, számos forradalmárt megölve. A harc szünetében rádión ultimátumot intéztek a felkelőkhöz, a fegyverletételért cserébe szabad elvonulást ígérve. A szabadságharcosok elutasították az ajánlatot, ebben az is közrejátszott, hogy ekkor még reménykedtek az ENSZ közbeavatkozásában. Ezt követően a szovjetek nem kezdtek még egy frontális támadást hanem biztos távolságból aknavetőkkel lőtték szét a forradalmárok állásait. A legtöbb felkelő elmenekült, így másnap, november 5-én az előző napi létszám alig 25%-a maradt csak a helyszínen. Szabó János ekkor áttekintve a helyzetet védhetetlennek ítélte a Széna teret és a megmaradt felkelők először a KSH épületébe vonultak vissza, majd a pesthidegkúti SZOT-üdülő felé vették az irányt, ahol Király Béla tábornokhoz, a nemzetőrség vezetőjéhez akartak csatlakozni. A környéken november 10-ére a megszállók teljesen felszámolták a szórványos ellenállást és azokat a forradalmárokat, akik nem menekültek külföldre, letartóztatták.

## Megtorlás
A forradalom leverése után megkezdődött a megtorlás, a hatóságok 14 Széna téri szabadságharcost ítéltek halálra, köztük Szabó Jánost, Ekrem Kemált és Mansfeld Pétert, 16 ember pedig több mint 10 év börtönbüntetést kapott. Mansfeld az '56-os forradalom során futárként segítette a Széna térieket, 18 évesen ő lett a megtorlás legfiatalabb áldozata.

## Emlékezete
Az összecsapás első emlékműve 1991-ben készült el, egy másfél méter magas, 1956 feliratú kőtömb formájában. A Széna téren a Mammut bevásárlóközpont előtt 2001-ben krómacél szobrot állítottak az 1956-os ellenállóknak, az alkotást Árvai Ferenc és Bakos Géza készítette. A Széna téri autóbusz-állomás helyén 2022-ben parkot alakítottak ki, amely a forradalomnak is emléket állít, a téren emléktáblákat és kronoszkópokat is elhelyeztek, amiknek a segítségével meg lehet nézni, hogy az adott helyszín hogyan nézett ki 1956-ban. A második kerületi önkormányzat és a kormány szervezésében minden évben megemlékezést tartanak a Széna téren.

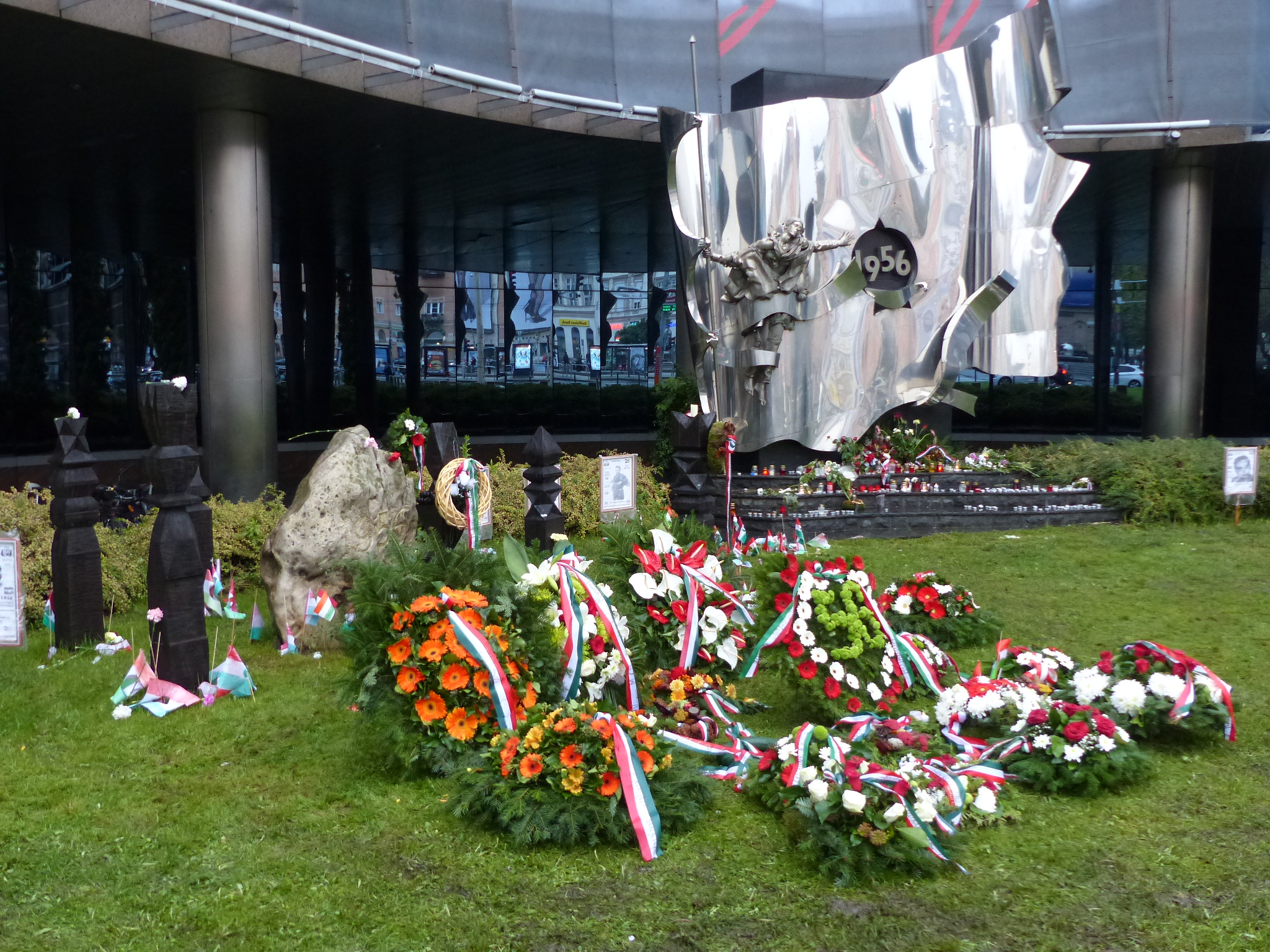
A Széna téri forradalmároknak emléket állító kőtömb és szobor
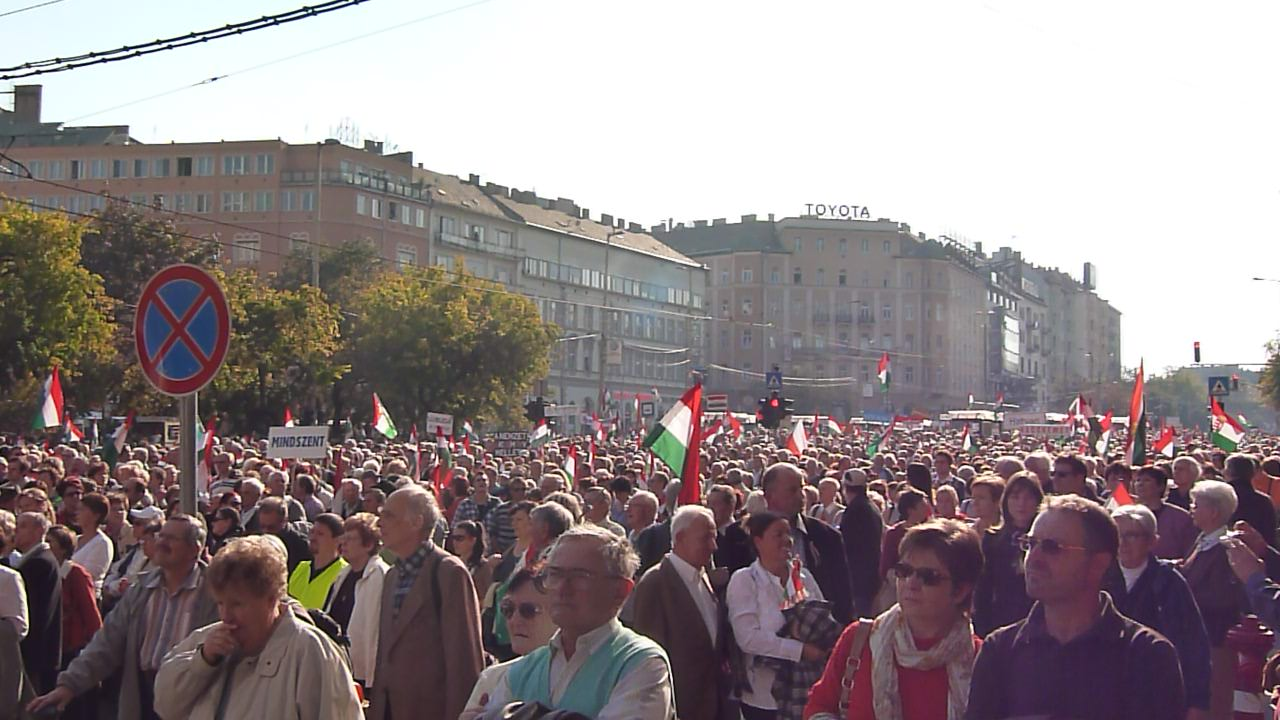
Megemlékezők 2012-ben
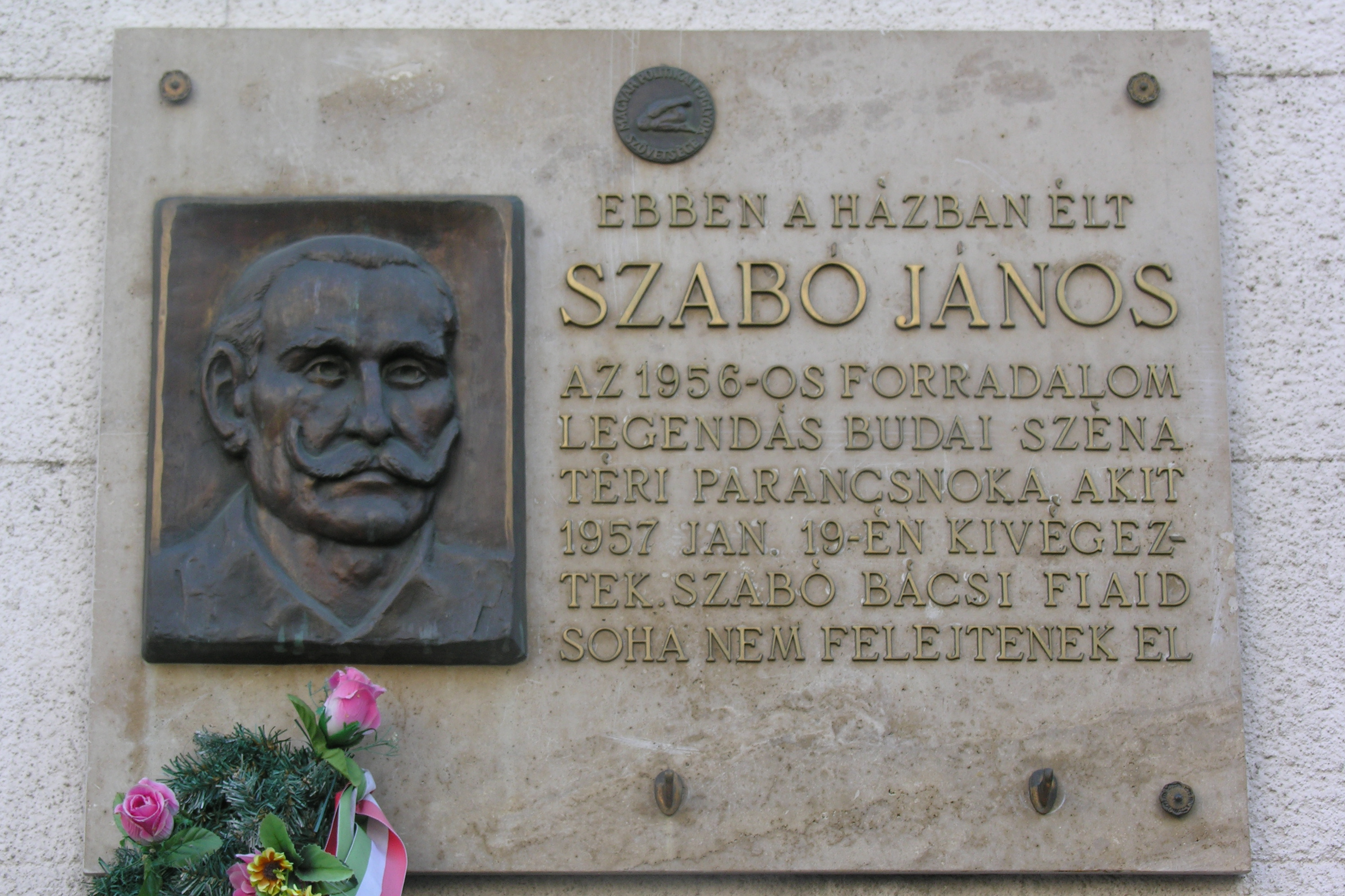
Szabó János emléktáblája
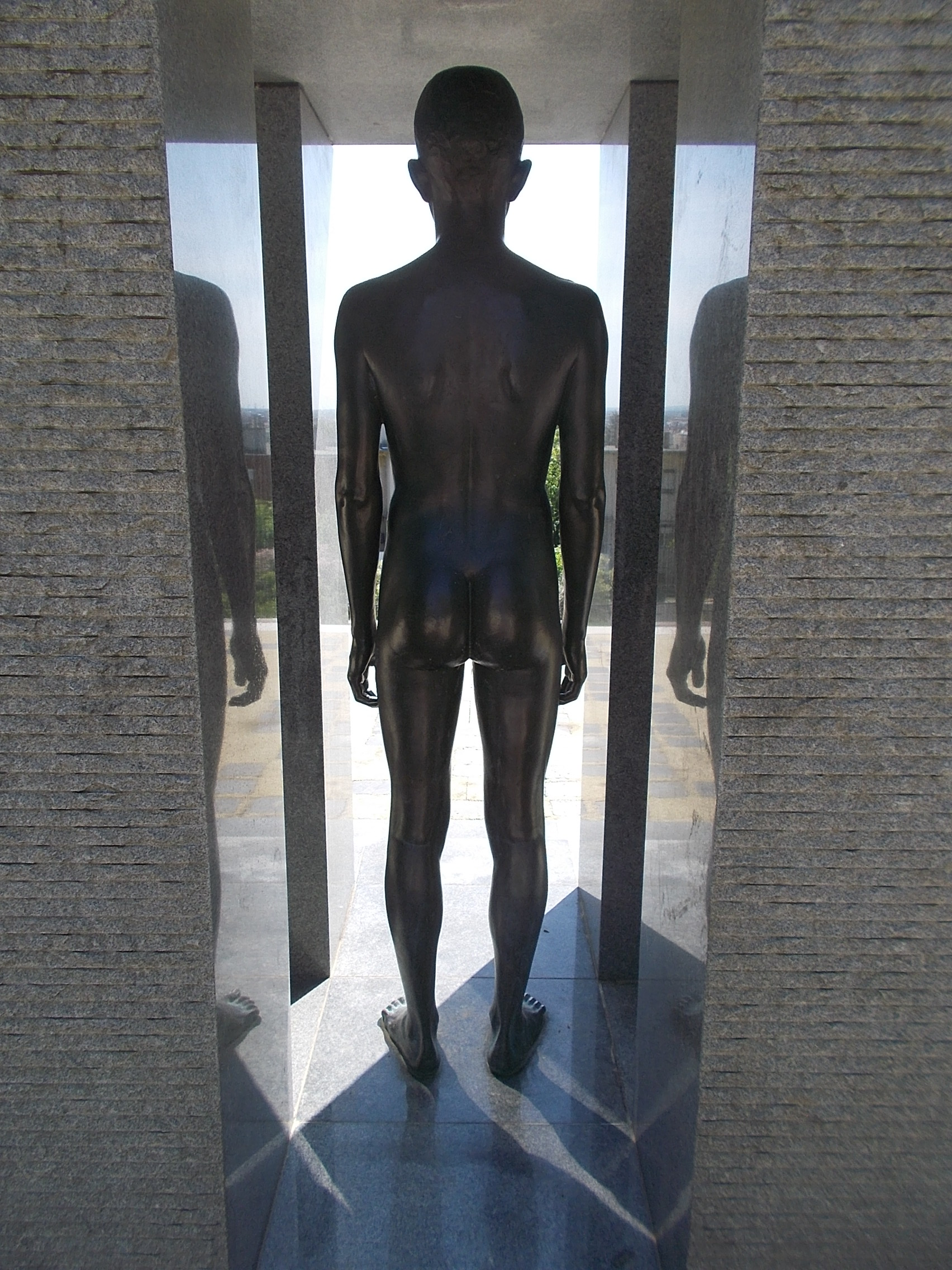
Mansfeld Péter szobra a Rózsadombon